# 五百居香肠
五百居香肠又称大名五百居香肠、五百居，是河北邯郸地区汉族的风味传统名菜，邯郸十大名小吃之一，属于冀菜系。

## 起源
五百居香肠起源于清道光元年，创始人王湘云原籍山东济南府，后来大名谋生。后来他发现大名地区交通便利，物产丰富，商业和饮食业发达。于是开始制作香肠及熟肉制品，因为大名府距济南府约五百里，故取名为“五百居”。
五百居香肠香味醇厚浓郁，味道鲜美，色泽纯正。而且还经久耐放，夏天时候也不会被腐蛀，远销海外。

## 評價
五百居香肠为“八大地方风味美食”大名“二五八”之一。